# Canton de Boulogne-Billancourt-Sud
Le canton de Boulogne-Billancourt-Sud est une ancienne division administrative française située dans le département des Hauts-de-Seine et la région Île-de-France.

## Histoire
- L'ancien canton de Boulogne, créé en 1893, ne comportait que la commune de Boulogne.
- En 1925, il est divisé en deux : Boulogne-Nord et Boulogne-Sud-Billancourt.
- Période 1893 à 1967 : voir canton de Boulogne-Billancourt-Nord-Est.

## Administration
| Période | Période      | Identité          | Étiquette    | Qualité                                                                                      |
| ------- | ------------ | ----------------- | ------------ | -------------------------------------------------------------------------------------------- |
| 1967    | 1970         | Émile Clet        | PCF          | Serrurier ajusteur                                                                           |
| 1970    | 1976 (décès) | Hubert Balança    | UDR          | Paysagiste, adjoint au maire de Boulogne-Billancourt Député (1967-1968)                      |
| 1976    | 1994         | Georges Duhamel   | RPR puis DVD | Médecin gérontologue Adjoint au Maire de Boulogne-Billancourt                                |
| 1994    | 2008         | Francis Choisel   | RPR puis RPF | Enseignant à la Faculté des Lettres de l'Institut catholique de Paris                        |
| 2008    | 2015         | Marie-Laure Godin | UMP          | Collaboratrice dans un office notarial Adjointe au Maire de Boulogne-Billancourt (1995-2001) |

## Composition
Le canton de Boulogne-Billancourt-Sud ne recouvrait que la fraction sud de la commune de Boulogne-Billancourt.
| Communes                              | Population (2012) | Code postal | Code Insee |
| ------------------------------------- | ----------------- | ----------- | ---------- |
| Boulogne-Billancourt, commune entière | 112 233           | 92 100      | 92 012     |

## Démographie
| 1968 | 1975 | 1982 | 1990   | 1999   | 2006   | 2011   | 2012   |
| ---- | ---- | ---- | ------ | ------ | ------ | ------ | ------ |
| -    | -    | -    | 42 127 | 44 023 | 46 629 | 49 409 | 50 632 |

## Pour approfondir